# 낫 (드라마)
《낫》은 MBC에서 1996년 6월 24일부터 1996년 6월 25일까지 방영된 6.25 특집 드라마이다. 전쟁의 상처는 전쟁세대나 전후세대 모두에게 삶의 무거운 짐이자 아픔임을 보여주는 작품이다.

## 줄거리
6.25를 배경으로 빈농의 자식이 지주계급과 충돌하면서 빚어진 비극을 그려 나간다. 생산의 도구였지만 한때 동족을 해치던 살생의 도구이기도 했던 ‘낫’을 매개로 드러난 6.25의 비극과 상흔을 치유하기 위한 과정에서 인간에 대한 이해와 용서를 담고 있는 드라마이다.

## 등장 인물
- 정성모 : 엄귀수 / 배낙철 역
- 이순재 : 지주의 큰아들 역
- 이영후 : 배낙철의 친구 역
- 이경심
- 최수지
- 국정환
- 조현숙